# Giscó
Giscó (llatí: Gisco; en grec antic: Γίσκων, Gískōn) és un nom de fonts d'origen cartaginès. Prové de la llatinització del púnic 𐤂𐤓𐤎𐤊𐤍 (grskn), que significa 'protegit pel déu Sacó (en). Fou un nom comú en la civilització cartaginesa, i en el món grecoromà és present per mor de diversos generals de les Guerres Púniques.

## Personatges
Els següents personatges de la història de Cartago portaren el nom de Giscó:
- Giscó (1), general de la família dels magònides que va viure al segle v aC
- Giscó (2), monarca de Cartago, s'enfrontà a Timoleont en les guerres contra Siracusa al segle iv aC.
- Giscó, pare d'Hanníbal Giscó[1]
- Giscó (3), general en la guerra dels mercenaris, mort el 239 aC
- Giscó (4), general d'Hanníbal Barca que anà com a ambaixador a Filip V de Macedònia el 215 aC
- Giscó (5), senador cartaginès que s'oposà a la pau amb els romans després de la batalla de Zama el 202 aC
- Giscó (6), magistrat cartaginès que s'oposà als ambaixadors romans que havien arribat a Cartago el 151 aC per resoldre el conflicte entre Cartago i Massinissa I
- Giscó Estrità (7), polític cartaginès que anà (149 aC) com a ambaixador a Roma per mirar d'evitar la Tercera Guerra Púnica